# Byron Howard
Byron Howard, né le 10 mai ou le 26 décembre 1968 à Misawa, est un réalisateur, scénariste, acteur et animateur américain qui travaille pour les studios Disney.

## Filmographie

### Réalisateur
- 2008 : Volt, star malgré lui (Bolt) (avec Chris Williams)
- 2009 : Let It Begin (avec Nathan Greno)
- 2010 : Raiponce (Tangled)  (avec Nathan Greno)
- 2012 : Le Mariage de Raiponce (Tangled Ever After) (avec Nathan Greno)
- 2016 : Zootopie (Zootopia)  (avec Rich Moore et Jared Bush)
- 2021 : Encanto : La Fantastique Famille Madrigal (Encanto) (avec Jared Bush et Charise Castro Smith)

### Scénariste
- 2008 : Volt, star malgré lui coécrit avec Chris Williams et Dan Fogelman
- 2012 : Le Mariage de Raiponce coécrit avec Nathan Greno, Robert L. Baird et Daniel Gerson
- 2016 : Zootopie (récit avec Jared Bush, Jennifer Lee, Phil Johnston, Rich Moore et Jim Reardon)

### Acteur
- 2010 : Raiponce : un des gardes et un des voyous
- 2012 : Le Mariage de Raiponce : le dresseur de lanternes et le chef
- 2013 : Amiennemies : le beau-grand-père de Tiana (1 épisode)
- 2013 : Amateur : le père
- 2014 : Self Portrait : Kamar Kente

### Producteur
- 2009 : Super Rhino avec John Lasseter et Chris Williams
- 2019 : La Reine des neiges 2 avec Jennifer Lee et John Lasseter

### Animateur
- 1995 : Pocahontas
- 1998 : Mulan
- 2000 : John Henry
- 2002 : Lilo et Stitch
- 2003 : Frère des ours
- 2005 : Chicken Little